# Типи націоналізму

Свобода, що веде народ (Ежен Делакруа, 1830). Зразок націоналістичного мистецтва

Типи націоналізму — типологія різновидів націоналізму.

## Типологія

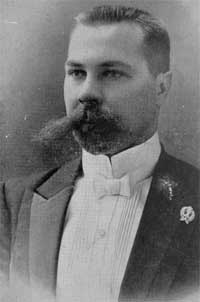
Микола Міхновський — ідеолог і лідер самостійницької течії українського руху кінця XIX — початку XX ст., автор славнозвісної брошури «Самостійна Україна», один з організаторів українського війська, борець за незалежність

### Етнічний націоналізм
Етнічний націоналізм — форма націоналізму, в якому «нація» визначається з погляду етнічної приналежності. Етнічний націоналізм завжди включає в себе деякі елементи походження від попередніх поколінь і припускаються вимоги етнічного есенціалізму, тобто розуміння етнічності як сутності, яка залишається незмінною з плином часу.
Центральна тема етнічних націоналістів в тому, що «.. нації визначаються спільною спадщиною, яка зазвичай включає спільну мову, спільну віру і загальне етнічне походження». Вона також включає ідею культури, що розподіляються між членами групи і з їхніми предками, і, як правило, спільну мову; однак вона відрізняється від чисто культурного визначення «нації» (яке дозволяє людям стати членами національної культурної асиміляції) і чисто лінгвістичного визначення. Геродот був першим, хто заявив про основні характеристики етнічної приналежності.

Символ української націоналістичної партії — ОУН-Б

### Цивільний націоналізм
Цивільний націоналізм стверджує, що легітимність держави визначається активною участю її громадян в процесі прийняття політичних рішень, тобто, ступенем, в якій держава представляє «волю нації». Основним інструментом для визначення волі нації є плебісцит, який може мати форму виборів, референдуму, опитування, відкритої суспільної дискусії і т. д. При цьому приналежність людини нації визначається на основі добровільного особистого вибору і ототожнюється з громадянством. Людей об'єднує їхній рівний політичний статус як громадян, що дорівнює правовий статус перед законом, особисте бажання брати участь у політичному житті нації, прихильність загальним політичним цінностям і загальної цивільної культурі. Суттєво, щоб нація складалася з людей, які хочуть жити поруч одне з одним на єдиній території.

### Експансіоністський націоналізм
Експансіоністський націоналізм — агресивна і радикальна форма націоналізму, яка включає автономні патріотичні настрої з вірою в експансіонізм. Термін був введений в кінці дев'ятнадцятого століття, коли європейські держави брали участь у колоніальному розподілі Африки в ім'я національної слави, але найчастіше асоціюється з мілітаристськими урядами XX ст., включаючи уряди нацистської Німеччини та Японської імперії. Американське поняття, доктрина «явне призначення» (англ. Manifest Destiny), також часто наводиться як приклад.
Експансіоністський націоналізм відрізняється від ліберального у тому, що перший приймає шовінізм, віру в перевагу або панування. Нації, таким чином, не вважаються рівними на своє право самовизначення, а деякі країни, згідно з точкою зору експансіоністських націоналістів, мають характеристики і якості, які роблять їх вище за інших. Тому експансіоністський націоналізм стверджує, що держава має право на збільшення своїх кордонів за рахунок своїх сусідів.
З точки зору агресивності і типу дій експансіоністський націоналізм є найвищою формою радикального націоналізму, що ставить його чи не на один щабель з нацизмом.

### Романтичний націоналізм
Романтичний націоналізм (також національний романтизм, органічний націоналізм, ідентичний націоналізм) — форма націоналізму, в якому держава отримує свою політичну легітимність, як наслідок органічної єдності тих, хто нею керує. Це включає, залежно від конкретного способу, мови, раси, культури, релігії і звичаї націй в їхніх первинних почуттях, тих, хто «народився» в рамках своєї культури. Ця форма націоналізму виникла як реакція на династичну або імперську гегемонію, яка оцінювала легітимність держави «зверху вниз», починаючи з монарха або іншого органа, який виправдовував своє існування. Подібна концепція зрештою, з точку зору тієї еліти, є похідною від Бога або богів.
Серед ключових тем романтизму і його спадщини культурне затвердження романтичного націоналізму також займає центральне місце в постпросвітництві мистецтва і політичній філософії. З найперших моментів хвилювання, з акцентом на розвиток національних мов і фольклору, духовна цінність місцевих звичаїв і традицій, рухів, які б перекроїти карту Європи і привести до закликів до «самовизначення» національностей, націоналізм був одним із ключових питань в романтизмі, в визначення його ролі, виразів і значень.

### Культурний націоналізм

Пан-африканський прапор

Прапор Арабської ліги

Культурний націоналізм — форма націоналізму, в якому нація визначається за загальною культурою. Це проміжне положення між етнічним націоналізмом, з одного боку і ліберальним націоналізмом, з іншого. Культурний націоналізм робить акцент на національній ідентичності, що формується культурною традицією і мовою, але не на концепції загального походження або раси.
Легітимність держави виходить з її здатності захищати націю і сприяти розвитку її культурного і суспільного життя. Як правило, це означає державну підтримку культури і мови етнічної більшості, а також заохочення асиміляції етнічних меншин для збереження одноманітності нації.
Загалом «культурний націоналізм» не прагне проявити себе в незалежних рухах, це поміркована позиція в більш широкому спектрі націоналістичної ідеології. Таким чином, наприклад, фламандський націоналізм і хіндутва можуть бути «культурним націоналізмом», хоча ці ж рухи також включають форми етнічного націоналізму і національної містики.
Існує і більш спрощена форма поняття культурний націоналізм. Це протидія негативним тенденціям вторгнення чужорідної культури з боку нації — наприклад, музичний націоналізм.

### Постколоніальний націоналізм
Процес деколонізації, який відбувся після Другої світової війни, супроводжувався зростання націоналізму Третього світу. Націоналізм Третього світу виник в тих країнах які були колонізовані та експлуатовані. Невідємною частиною цього націоналізму був опір метрополіям.
Прикладами націоналізму Третього світу можуть слугувати африканський та арабський націоналізми, а також єврейський націоналізм. До інших важливих націоналістичних рухів в країнах, що розвиваються були включені: індійський націоналізм, китайський націоналізм, ідеї мексиканської революції і гаїтянської революції.

### Національно-визвольний націоналізм
Подібний до постколоніального націоналізму. Супроводжується національно-визвольними війнами.

### Революційний націоналізм
Революційний націоналізм — це назва, яка застосовується до політичної філософії багатьох типів націоналістичних політичних рухів, які бажають досягти своїх цілей шляхом революції проти встановленого порядку. Особи та організації, яких називають революційними націоналістами, включають деякі політичні течії у Французькій революції, ірландських республіканців, які брали участь у збройній боротьбі проти британської корони, рух Cần Vương проти французького панування у В’єтнамі, рух за незалежність Індії в 20 столітті, деякі учасники Мексиканської революції, Беніто Муссоліні та італійські фашисти, Автономний уряд Хорасана в Ірані 1920-х років, Августо Сесар Сандіно, Революційний націоналістичний рух у Болівії, чорний націоналізм у Сполучених Штатах та деякі рухи за незалежність Африки.

### Лівий націоналізм
Лівий націоналізм — форма націоналізму, що ґрунтується на соціальній рівності, народному суверенітеті і національному самовизначенні. Він має свої витоки в якобінстві Великої французької революції. Лівий націоналізм зазвичай дотримується антиімперіалізму. Він противник правого націоналізму і часто відхиляє расистський націоналізм і фашизм, хоча і малими формами лівого націоналізму включає нетерпимість і расизм.
Відомі ліві націоналістичні рухи в історії включали Індійський національний конгрес, що, відповідно до Мохандаса Ганді, сприяв незалежності Індії, Шинн Фейн в Ірландській війні за незалежність і під час Смути й Африканський національний конгрес Південної Африки Нельсона Мандели в тому, що оскаржував апартеїд.

### Ліберальний націоналізм
Ліберальний націоналізм — тип націоналізму певних політичних філософів, які вірять у нексенофобну форму націоналізму, який є сумісним з ліберальними цінностями, такими як свобода, терпимість, рівність і права людини. Ернеста Ренана і Джона Стюарта Мілла часто вважають ранніми ліберальними націоналістами. Ліберальні націоналісти часто захищають цінність національної ідентичності, кажучи, що люди потребують національну ідентичність для того, щоб привести життя до автономного гармонійного ладу, і що демократичним державам необхідна національна ідентичність для того, щоб нормально функціонувати.
З ліберальним націоналізмом дуже схожі також «громадянський націоналізм» і «поміркований націоналізм».

### Національний консерватизм
Національний консерватизм політичний термін, що використовується в основному в Європі, щоб описати варіант консерватизму, який концентрується більше на національних інтересах, ніж стандартному консерватизмі. Багато національних консерваторів виступають за обмеження імміграції.
Національний консерватизм пов'язаний з соціальним консерватизмом, і як такий може бути в значній мірі орієнтований на традиційну сім'ю та соціальну стабільність.

### Анархізм і націоналізм
Націонал-анархізм — це радикальна, антикапіталістична, антидержавна, з елементами анархізму і етнічного націоналізму політична та культурна ідеологія. Здебільшого прихильники також виступають за деурбанізацію населення, пропагують здоровий спосіб життя, мовно-культурний і расовий диференціалізм.
Термін націонал-анархізм сягає 1920-х років. Проте чітко окреслив і популяризував його британський ідеолог Трой Саутґейт у 1990-х роках. Він поєднав ідеї Консервативної революції, традиціоналізму, Третього шляху, нових правих і різноманітних анархістських шкіл. Націонал-анархісти стверджують, що вони тримаються позиції поза лівими та правими, оскільки політична система лівий-правий уже безнадійно застаріла, тому вона має бути змінена на систему централіст-децентраліст.
Націонал-анархісти вважають штучну ієрархію, що властива державі та капіталізмові, гнітючою та дегенеративною. Вони вбачають основні причини соціального занепаду націй і культурної ідентичності у модерні, лібералізмі, споживацтві, імміграції, мультирасовості, мультикультурності та глобалізації. Концепція Консервативної революції згідно з Юнґером є центральною для анархізму.

### Релігійний націоналізм
Релігійний націоналізм — це ставлення націоналізму до певної релігійної віри або догми. Це співвідношення може бути розбите на дві категорії: політизація релігії і вплив релігії на політику.
У першому аспекті вплив релігії можна побачити у спробі внести свій внесок у почуття національної єдності, бути загальною сполучною ланкою між громадянами країни. Інший політичний аспект релігії — підтримка національної ідентичності, як загальної етнічної приналежності, так і мови чи культури. Вплив релігії на політику більш ідеологічний, де нинішні інтерпретації релігійної ідеї стимулюють політичну активність та дії (наприклад, якісь закони приймаються для сприяння суворої релігійної приналежності).
Ідеологічно керований релігійний націоналізм не обов'язково може бути направлений проти інших релігій, як таких, але може бути сформульований у відповідь сучасності і, зокрема, як світський. Порушення балансу між релігійним і політичним аспектами і, апелюючи до національних почуттів, наприклад, ісламської ідентичності, як це часто бувало у Пакистані та Індонезії, може служити приводом регіональної напруженості.
Загалом багато типів націоналізму несуть в собі релігійні аспекти, але як маркер групової ідентичності, а не як внутрішню мотивацію для націоналістичних претензій.
Виникнувши як протидія релігійній свідомості, національна ідентичність трансформувала багато її рис, зокрема, віру, догматику, культ, міфотворчість та ін. Правда, останні набули в ній зовсім іншого забарвлення. Але їхня суть, як наріжних каменів національної свідомості, залишилася назмінною. Головна різниця між національною і релігійною свідомостями полягає у „центрі”, який об'єднує всі названі елементи. В релігії ним є Бог, а в націоналізмі – нація. Слід зазначити, що в симбіозі нації і релігії, який проявляється перш за все в існуванні конфесій та релігійних націоналізмів, один з названих „центрів” нівелюється і підпорядковується основному.

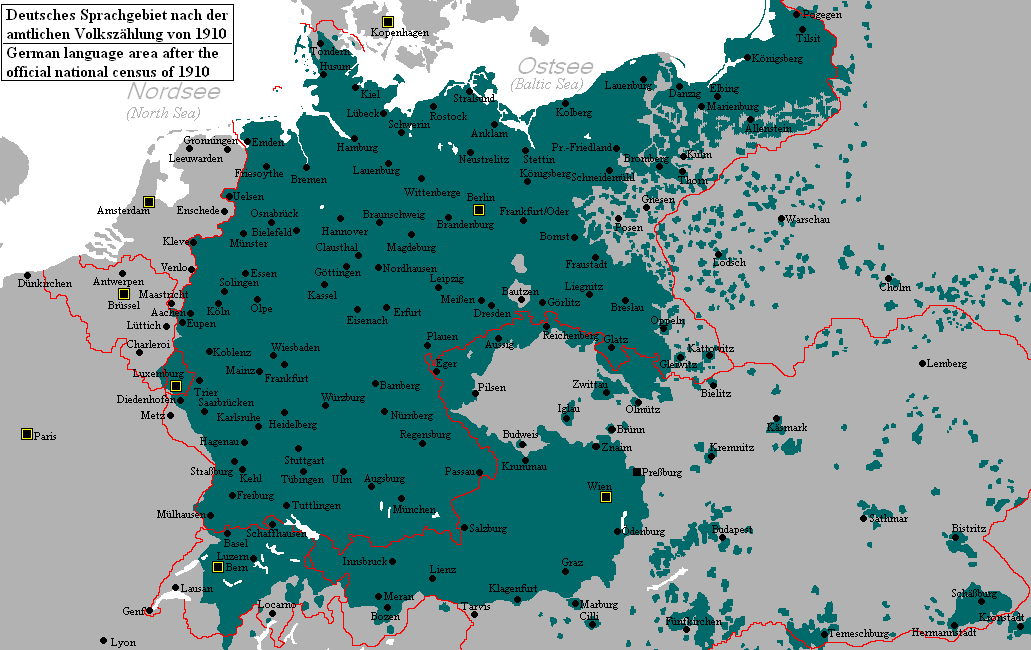
Німецькомовні території 1910—1911 рр — зелений колір, межі держав — червоний. Пан-німецькі націоналісти хотіли об'єднати більшу частину німецькомовних територій в одну німецьку державу

### Пан-націоналізм
Пан-націоналізм — ідеологія, що виділяє групу народів близьких за тими чи іншими етнічними характеристиками, підставами етнічності — лінгвістичним, географічним, релігійним та ін. Він відрізняється від так званого партикулярного націоналізму, що виражає інтереси однієї етнічної групи, народу. У свою чергу, панідеологія може бути поділена залежно від характеру спільності, що лежить в її основі — територіальної (пан-американізму, пан-африканізм, пан-європеїзм і т. ін.) або етнічної (панславізм, пантюркізм, панарабізм, пангерманізм і пр.).
Паннаціоналістична ідея має об'єднавчий характер і орієнтована на згуртування групи однорідних етносів перед обличчям спільного ворога. Панславізм обґрунтовував необхідність об'єднання слов'ян у боротьбі проти німецького пригноблення, турецького чи австро-угорського ярма. Панарабізм як політична ідеологія виник в ході визвольного руху арабських народів Північної Африки проти турецького панування. В основі панафриканізму — ідея об'єднання африканських народів проти колоніалізму; пангерманізму — об'єднання німецькомовних народів.
Одна з опорних ідей панідеології пов'язана з виділенням основного народу, на який покладається місія об'єднання споріднених народів. Особливий характер негритянського народу теоретики негритюду вбачали в моральності й відсутність у нього вад, властивих білим — індивідуалізму, жадібності тощо. Обраність росіян засновник панславізму видатний політичний мислитель Ю. Крижанич доводив їх непідвладністю чужоземному пануванню («чужевладству»), силою і могутністю московської держави.
Видатна позиція північноамериканських теоретиків панамериканізму (А. де Токвіль та ін) аргументувалася посиланнями на економічну могутність Сполучених Штатів і високі моральні якості його населення. Американський сенатор А. Беверідж на початку XX століття стверджував, що Всевишній «виліпив американський народ як націю, обрану в результаті керувати духовним відродженням світу». Пан'європеїсти виходили і виходять з особливої ролі Європи в розвитку світової культури. У японському варіанті паназіатизму керівною роллю наділяється Японія як найбільш розвинена держава регіону; китайському — Китай.

### Діаспорний націоналізм
Діаспорний націоналізм відноситься до націоналістичних настроїв серед діаспори, такі як ірландці в США, євреї по всьому світу після вигнання з Єрусалима, ліванців в Америці та Африці, або українців в європейських країнах та Канаді.
Істотне розходження між пан-націоналізмом і націоналізмом діаспори є те, що члени діаспори, за визначенням, не проживають на етнічній батьківщині.

### За країною
- Український націоналізм
  - Інтегральний націоналізм
  - Соціал-націоналізм
- Російський націоналізм
- Польський націоналізм
- Білоруський націоналізм
- Німецький націоналізм
  - Націонал-соціалізм
- Японський націоналізм
- Корейський націоналізм
- Африканерський націоналізм

### За характером дії
- Ліберальний націоналізм
- Експансіоністський націоналізм
- Радикальний націоналізм
- Поміркований націоналізм
- Громадянський націоналізм
- Революційний націоналізм

### Інші типи
- Лівий націоналізм
- Територіальний націоналізм
- Інтегральний націоналізм
- Господарський націоналізм
- Культурний націоналізм
  - Музичний націоналізм
- Корпоративний націоналізм
- Економічний націоналізм
- Релігійний націоналізм
- Етнолінгвістичний націоналізм